# Zápas na Letních olympijských hrách 1972 – muži, volný styl do 74 kg
Zápas ve volném stylu ve váhové kategorii do 74 kg na Letních olympijských hrách 1972 v Mnichově probíhal od 27. do 31. srpna. O medaile se utkalo 25 zápasníků.

## Turnajové výsledky
Byl použit systém eliminace zápornými body. Zápasník, který nasbíral 6 negativních bodů, byl vyřazen z dalších bojů. Když zůstali v turnaji poslední tři, rozhodlo o jejich konečném pořadí speciální finálové kolo. 
Legenda
- DNA — Nenastoupil
- TPP — Celkem trestných bodů
- MPP — Trestných bodů v zápase

Penalizace
- 0 — Lopatkové vítězství, vítězství pro pasivitu, zranění, nebo diskvalifikaci protivníka
- 0.5 — Vítězství pro technickou převahu
- 1 — Vítězství na body
- 2 — Remíza
- 2.5 — Remíza, pasivita
- 3 — Prohra na body
- 3.5 — Prohra pro technickou převahu soupeře
- 4 — Lopatková prohra, prohra z důvodu pasivity, zranění, nebo diskvalifikace

### Kolo 1
| TPP | MPP |                             | Time |                                 | MPP | TPP |
| --- | --- | --------------------------- | ---- | ------------------------------- | --- | --- |
| 4   | 4   | Tošitada Jošida (JPN)       | 7:31 | Francisco Lebeque (CUB)         | 4   | 4   |
| 0   | 0   | Adolf Seger (FRG)           | 8:23 | Alfred Wurr (CAN)               | 4   | 4   |
| 1   | 1   | Yuri Gusov (URS)            |      | Ludovic Ambruş (ROU)            | 3   | 3   |
| 3   | 3   | Bruce Akers (AUS)           |      | Mukhtiar Singh (IND)            | 1   | 1   |
| 3   | 3   | Daniel Robin (FRA)          |      | Jančo Pavlov (BUL)              | 1   | 1   |
| 4   | 4   | Abou Assi Bachir Hani (LIB) | 5:06 | Robert Blaser (SUI)             | 0   | 0   |
| 3.5 | 3.5 | Bruno Hartmann (AUT)        |      | Danzandarjaagiin Sereeter (MGL) | 0.5 | 0.5 |
| 0   | 0   | Wayne Wells (USA)           | 5:59 | Mehmet Ali Demirtaş (TUR)       | 4   | 4   |
| 3   | 3   | Tony Shacklady (GBR)        |      | Miroslav Musil (TCH)            | 1   | 1   |
| 4   | 4   | Nestor González (ARG)       | 5:07 | Wolfgang Nitschke (GDR)         | 0   | 0   |
| 0   | 0   | Jan Karlsson (SWE)          | 2:28 | Shakar Khan Shakar (AFG)        | 4   | 4   |
| 3   | 3   | Mohammad Yaqoob (PAK)       |      | Miklós Urbanovics (HUN)         | 1   | 1   |
| 0   |     | Mansour Barzegar (IRI)      |      | Bye                             |     |     |

### Kolo 2
| TPP | MPP |                                 | Time |                             | MPP | TPP |
| --- | --- | ------------------------------- | ---- | --------------------------- | --- | --- |
| 0.5 | 0.5 | Mansour Barzegar (IRI)          |      | Tošitada Jošida (JPN)       | 3.5 | 7.5 |
| 8   | 4   | Francisco Lebeque (CUB)         | 2:55 | Adolf Seger (FRG)           | 0   | 0   |
| 8   | 4   | Alfred Wurr (CAN)               | 3:51 | Yuri Gusov (URS)            | 0   | 1   |
| 3.5 | 0.5 | Ludovic Ambruş (ROU)            |      | Bruce Akers (AUS)           | 3.5 | 6.5 |
| 5   | 4   | Mukhtiar Singh (IND)            | 2:24 | Daniel Robin (FRA)          | 0   | 3   |
| 1   | 0   | Jančo Pavlov (BUL)              | 2:02 | Abou Assi Bachir Hani (LIB) | 4   | 8   |
| 1   | 1   | Robert Blaser (SUI)             |      | Bruno Hartmann (AUT)        | 3   | 6.5 |
| 4.5 | 4   | Danzandarjaagiin Sereeter (MGL) | 8:25 | Wayne Wells (USA)           | 0   | 0   |
| 5   | 1   | Mehmet Ali Demirtaş (TUR)       |      | Tony Shacklady (GBR)        | 3   | 6   |
| 1   | 0   | Miroslav Musil (TCH)            | 4:46 | Nestor González (ARG)       | 4   | 8   |
| 1   | 1   | Wolfgang Nitschke (GDR)         |      | Jan Karlsson (SWE)          | 3   | 3   |
| 6   | 2   | Shakar Khan Shakar (AFG)        |      | Mohammad Yaqoob (PAK)       | 2   | 5   |
| 1   |     | Miklós Urbanovics (HUN)         |      | Bye                         |     |     |

### Kolo 3
| TPP | MPP |                           | Time |                                 | MPP | TPP |
| --- | --- | ------------------------- | ---- | ------------------------------- | --- | --- |
| 3.5 | 2.5 | Miklós Urbanovics (HUN)   |      | Mansour Barzegar (IRI)          | 2.5 | 3   |
| 1   | 1   | Adolf Seger (FRG)         |      | Yuri Gusov (URS)                | 3   | 4   |
| 3.5 | 0   | Ludovic Ambruş (ROU)      | 2:27 | Mukhtiar Singh (IND)            | 4   | 9   |
| 3   | 0   | Daniel Robin (FRA)        | 4:17 | Robert Blaser (SUI)             | 4   | 5   |
| 2   | 1   | Jančo Pavlov (BUL)        |      | Danzandarjaagiin Sereeter (MGL) | 3   | 7.5 |
| 0   | 0   | Wayne Wells (USA)         | 1:24 | Miroslav Musil (TCH)            | 4   | 5   |
| 9   | 4   | Mehmet Ali Demirtaş (TUR) | 8:18 | Wolfgang Nitschke (GDR)         | 0   | 1   |
| 3   | 0   | Jan Karlsson (SWE)        | 3:49 | Mohammad Yaqoob (PAK)           | 4   | 9   |

### Kolo 4
| TPP | MPP |                         | Time |                         | MPP | TPP |
| --- | --- | ----------------------- | ---- | ----------------------- | --- | --- |
| 6.5 | 3   | Miklós Urbanovics (HUN) |      | Adolf Seger (FRG)       | 1   | 2   |
| 3   | 0   | Mansour Barzegar (IRI)  | 6:18 | Yuri Gusov (URS)        | 4   | 8   |
| 6.5 | 3   | Ludovic Ambruş (ROU)    |      | Daniel Robin (FRA)      | 1   | 4   |
| 2.5 | 0.5 | Jančo Pavlov (BUL)      |      | Robert Blaser (SUI)     | 3.5 | 8.5 |
| 1   | 1   | Wayne Wells (USA)       |      | Wolfgang Nitschke (GDR) | 3   | 4   |
| 9   | 4   | Miroslav Musil (TCH)    | 5:36 | Jan Karlsson (SWE)      | 0   | 3   |

### Kolo 5
| TPP | MPP |                        | Time |                         | MPP | TPP |
| --- | --- | ---------------------- | ---- | ----------------------- | --- | --- |
| 7   | 4   | Mansour Barzegar (IRI) | 5:18 | Adolf Seger (FRG)       | 0   | 2   |
| 7   | 3   | Daniel Robin (FRA)     |      | Wayne Wells (USA)       | 1   | 2   |
| 3.5 | 1   | Jančo Pavlov (BUL)     |      | Wolfgang Nitschke (GDR) | 3   | 7   |
| 3   |     | Jan Karlsson (SWE)     |      | Bye                     |     |     |

### Kolo 6
| TPP | MPP |                    | Time |                   | MPP | TPP |
| --- | --- | ------------------ | ---- | ----------------- | --- | --- |
| 4   | 1   | Jan Karlsson (SWE) |      | Adolf Seger (FRG) | 3   | 5   |
| 7.5 | 4   | Jančo Pavlov (BUL) | 6:37 | Wayne Wells (USA) | 0   | 2   |

### Finále
Výsledky z předchozích kol se započítávají do finále (žlutě zvýrazněno).
| TPP | MPP |                    | Time |                   | MPP | TPP |
| --- | --- | ------------------ | ---- | ----------------- | --- | --- |
|     | 1   | Jan Karlsson (SWE) |      | Adolf Seger (FRG) | 3   |     |
| 4   | 3   | Jan Karlsson (SWE) |      | Wayne Wells (USA) | 1   |     |
| 6   | 3   | Adolf Seger (FRG)  |      | Wayne Wells (USA) | 1   | 2   |

## Finálové pořadí
1. Wayne Wells (USA)
2. Jan Karlsson (SWE)
3. Adolf Seger (FRG)
4. Jančo Pavlov (BUL)
5. Daniel Robin (FRA),  Mansour Barzegar (IRI) a  Wolfgang Nitschke (GDR)